# میلوش پایویچ
میلوش پایویچ (انگلیسی: Milutin Pajević؛ ۱۱ نوامبر ۱۹۲۰ – ۲۸ دسامبر ۱۹۹۲) بازیکن فوتبال اهل یوگسلاوی بود.
از باشگاه‌هایی که در آن بازی کرده‌است می‌توان به باشگاه فوتبال ژلیزنیچار سارایوو و باشگاه فوتبال پارتیزان اشاره کرد.
وی همچنین در تیم ملی فوتبال یوگسلاوی بازی کرده‌است.